# Arnót
Arnót ist eine ungarische Gemeinde im Kreis Miskolc im Komitat Borsod-Abaúj-Zemplén.

## Geografische Lage
Arnót liegt in Nordungarn, sechs Kilometer nordöstlich des Zentrums der Kreisstadt und des Komitatssitzes Miskolc.
Nachbargemeinden sind Sajópálfala, Onga und Felsőzsolca.

## Geschichte
Im Jahr 1907 gab es in der damaligen Kleingemeinde 168 Häuser und 968 Einwohner auf einer Fläche von 2575  Katastraljochen. Sie gehörte zu dieser Zeit zum Bezirk Miskolcz im Komitat Borsod.

## Sehenswürdigkeiten
- Evangelische Kirche, erbaut 1776, der Turm wurde zwischen 1804 und 1806 hinzugefügt
- Reformierte Kirche
- Römisch-katholische Kirche Fájdalmas Anya, erbaut in den 1920er Jahren, die auch von der griechisch-katholischen Gemeinde genutzt wird
- Szent-István-király-Büste und Denkmal

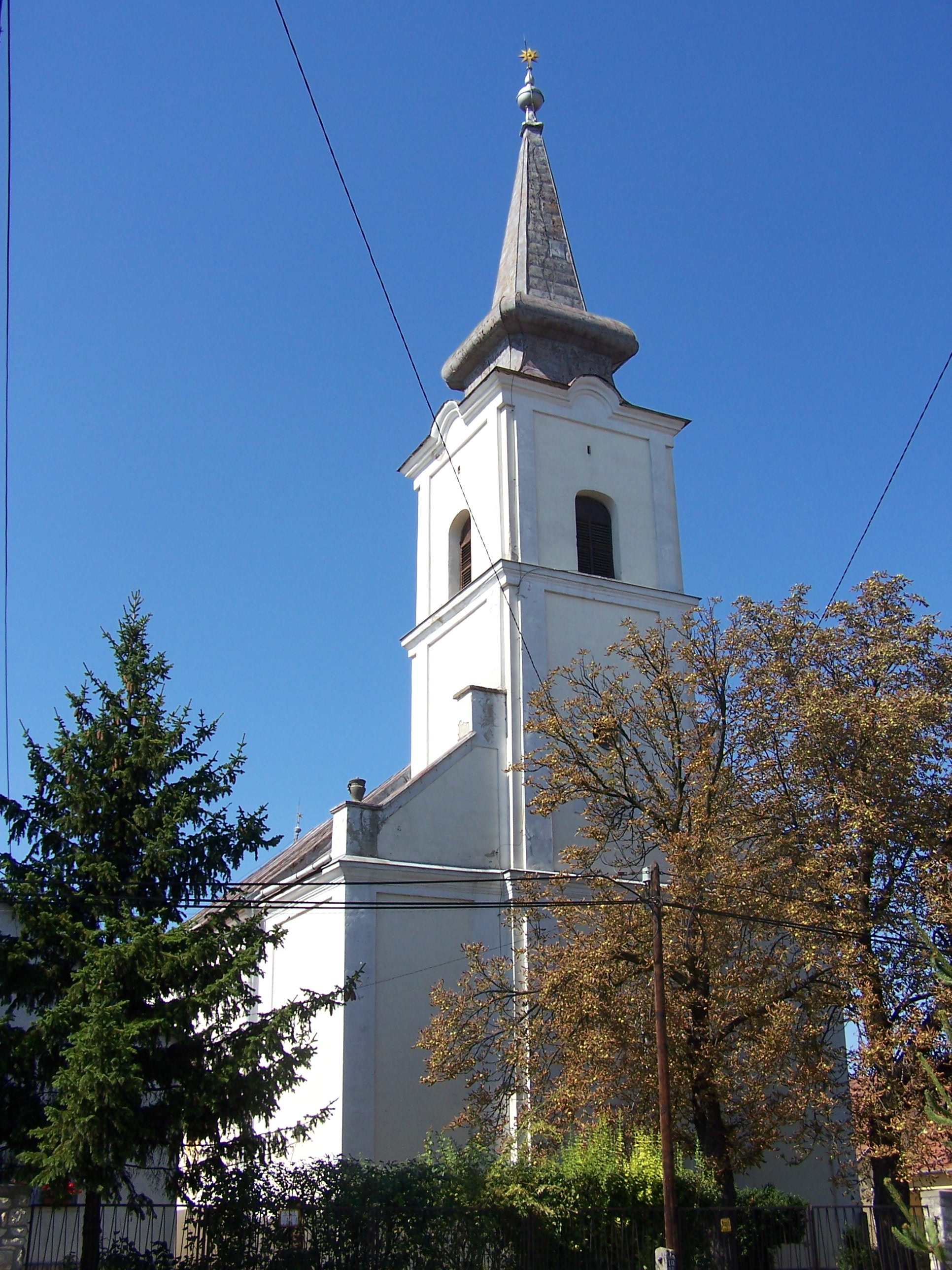
Evangelische Kirche

- Albert-Wass-Gedenkstein

## Verkehr
Durch Arnót verläuft die Landstraße Nr. 2617, östlich des Ortes die Hauptstraße Nr. 3. Es bestehen Busverbindungen über Sajópálfala nach Sajóvámos sowie über Felsőzsolca nach Miskolc. Die nächstgelegenen Bahnhöfe  befinden sich in Felsőzsolca, Miskolc und Onga.